# Języki indoirańskie

     Współczesny zasięg języków indoirańskich
Języki indoirańskie – podrodzina języków indoeuropejskich, w skład której wchodzą grupy językowe: indyjska, irańska i nuristańska. Podrodzina ta w sumie obejmuje 310 języków. Posługują się nimi ludzie na terytorium rozciągającym się od wschodniej Turcji po Bangladesz.

## Podział wewnętrzny
A)  W skład grupy indyjskiej (zwanej też indoaryjską) wchodzi 210 języków, którymi posługuje się mniej więcej 1 miliard ludzi zamieszkujących północne i centralne obszary Półwyspu Indyjskiego. Wyróżnia się 3 okresy rozwoju tych języków:
- staroindoaryjski (od ok. 1500 p.n.e.) – używany jest sanskryt z dialektem wedyjskim (Indoariowie).
- średnioindoaryjski (od 2 połowy II tysiąclecia p.n.e.) – w użyciu są języki: pali, sauraseni, magadhi, maharasztri i główny prakryt ardhamagadhi (pół-magadhi), oraz pozostałe prakryty.
- nowoindoaryjski (od I tysiąclecia n.e.) – występują języki: hindi, urdu, bengalski, marathi, pendżabski, gudźarati, orija, asamski, nepalski, syngaleski, sindhi i romski.

B)  Języki dardyjskie (języki kafirskie) zajmują pozycję przejściową między językami indyjskimi a irańskimi. Używane są przez niewielkie grupy etniczne w górzystych rejonach i nie wykształciły kultury pisanej z wyjątkiem kaszmirskiego.
C)  Grupa języków irańskich występuje w południowo-zachodniej Azji, głównie w Iranie. W jej rozwoju wyróżnia się także 3 okresy:
- staroirański (od IX w. p.n.e. do IV w. p.n.e.) – reprezentują go języki: baktryjski, medyjski, awestyjski i staroperski.
- średnioirański (do IV w. p.n.e. do przełomu IX i X w. n.e.) – występują języki; pahlawi, partyjski, chorezmijski, sogdyjski i chotański.
- nowoirański (od przełomu IX i X w.) – w użyciu są języki: perski (nowoperski), tadżycki, kurdyjski, beludżi, tacki, paszto (afgański), osetyjski oraz dialekty kaspijskie i pamirskie.

## Porównanie z językiem praindoeuropejskim
W porównaniu z językiem praindoeuropejskim współczesne języki indoirańskie wykazują tendencję do upraszczania systemu samogłoskowego oraz fleksji. Część słownictwa indoirańskiego pochodzi z zaginionego nieindoeuropejskiego języka baktryjsko-margiańskiego. Nowożytne języki indyjskie zapożyczyły słownictwo oraz struktury gramatyczne od nieindoeuropejskich języków drawidyjskich. Z kolei języki irańskie – ze względu na islam – uległy silnemu wpływowi języka arabskiego, przejmując m.in. alfabet arabski, poszerzony o znaki reprezentujące głoski charakterystyczne dla tych języków, zwany w zmodyfikowanej wersji „perso-arabskim”.